# Esprit (revista)

Logo de Esprit.

Esprit es una revista intelectual francesa fundada en 1932 por Emmanuel Mounier. Su orientación personalista se profundiza a partir de 1934 mostrando las consecuencias sociales y filosóficas del personalismo. La revista expresa opiniones cada vez más críticas que llevan a su prohibición por el Régimen de Vichy en agosto de 1941. Tras el final de la II Guerra Mundial, Mounier relanza la revista y participa activamente en los debates y controversias de la posguerra. 
Tras la muerte de Mounier en 1950, la dirección de la revista es asumida por el crítico literario Albert Béguin y después por Jean-Marie Domenach. Progresivamente, al mismo tiempo que participa en diferentes intentos por dar nacimiento a una "nueva izquierda", la identidad personalista de la revista se va atenuando y cobra peso su rol de punto de encuentro intelectual. A partir 1989 fue dirigida por Olivier Mongin.